# Urússov
Urússov (en rus: Урусов) és un poble (un khútor) de l'óblast de Saràtov, a Rússia, segons el cens rus del 2018 tenia 2 habitants. Pertany al districte d'Aleksàndrov Gai.